# Haroldo (filho de Torquelo)
Haroldo, comumente chamado de Haroldo Filho de Torquelo (em nórdico antigo: Harald Thorkildsson; em dinamarquês: Harald Thorkildsen, m. 1042), foi um caudilho víquingue e jarl da Dinamarca sob o reinado de Canuto, o Grande no século XI. Acompanhou o filho adolescente de Canuto, Sueno, que ocupou o trono norueguês após a morte de Olavo II, o Santo e actuou como corregente da Noruega juntamente com a mãe de Sueno, Elgiva de Northampton. Participou como comandante da frota dinamarquesa na batalha de Soknasund contra o pretendente à coroa norueguesa Trigo, saindo vencedor. 
Casou em 1031 com Gunilda (986 - 1066), filha do rei Borislau dos Vendos e Tira. Dessa união teriam dois filhos, Torquildo e Hemingo, ambos príncipes de Holsácia. Haroldo era filho de Torquelo, o Alto, e por esse matrimónio foi pretendente à coroa dinamarquesa. Morreu lutando no campo de batalha contra Ordúlfo, filho do duque Bernardo da Saxónia, em 13 de novembro de 1042.